# Lissonota insita
Lissonota insita là một loài tò vò trong họ Ichneumonidae.